# Fanal de paper

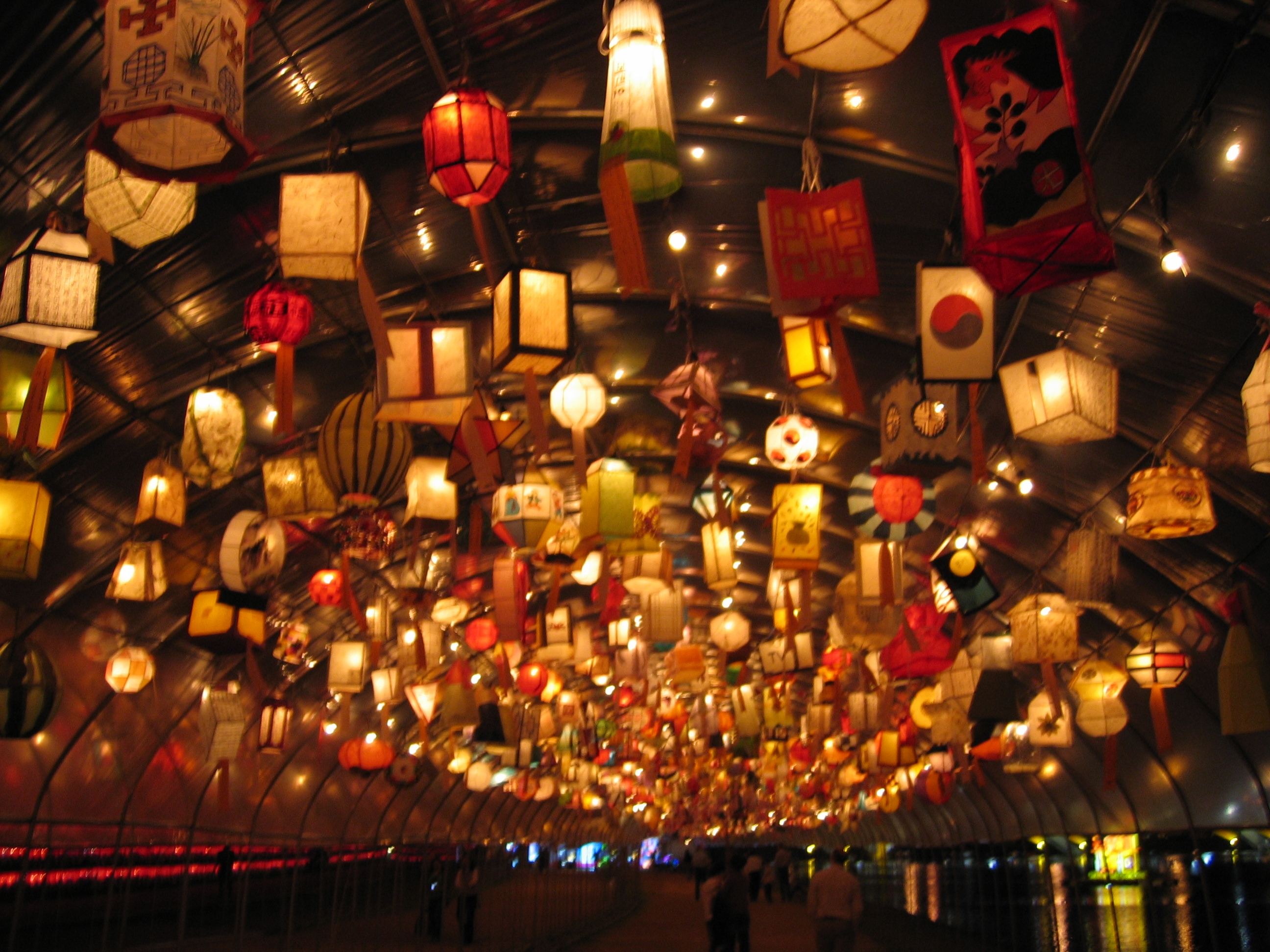
Lots de paper.

Un fanal de paper és un llum fabricat amb paper, a l'interior s'instal una font de llum (generalment una espelma o una bombeta elèctrica). Existeixen llanternes amb les formes i mides més diversos, i els mètodes de construcció també són variats: des d'una simple bossa de paper, fins refinades carcasses plegables de bambú o metall cobertes amb alguna classe especial (robusta) de paper.
La seva presència sol associar-se amb alguna festa, i són molt habituals a la Xina i Japó, així com, lògicament, en els diversos barris xinesos arreu del món, on se solen penjar a l'exterior dels establiments públics per atraure possibles clients. Al Japó reben el nom de 提 灯 (cargolet), i hi ha un tipus especial de cal·ligrafia per escriure-ho, anomenat cargolet moji.

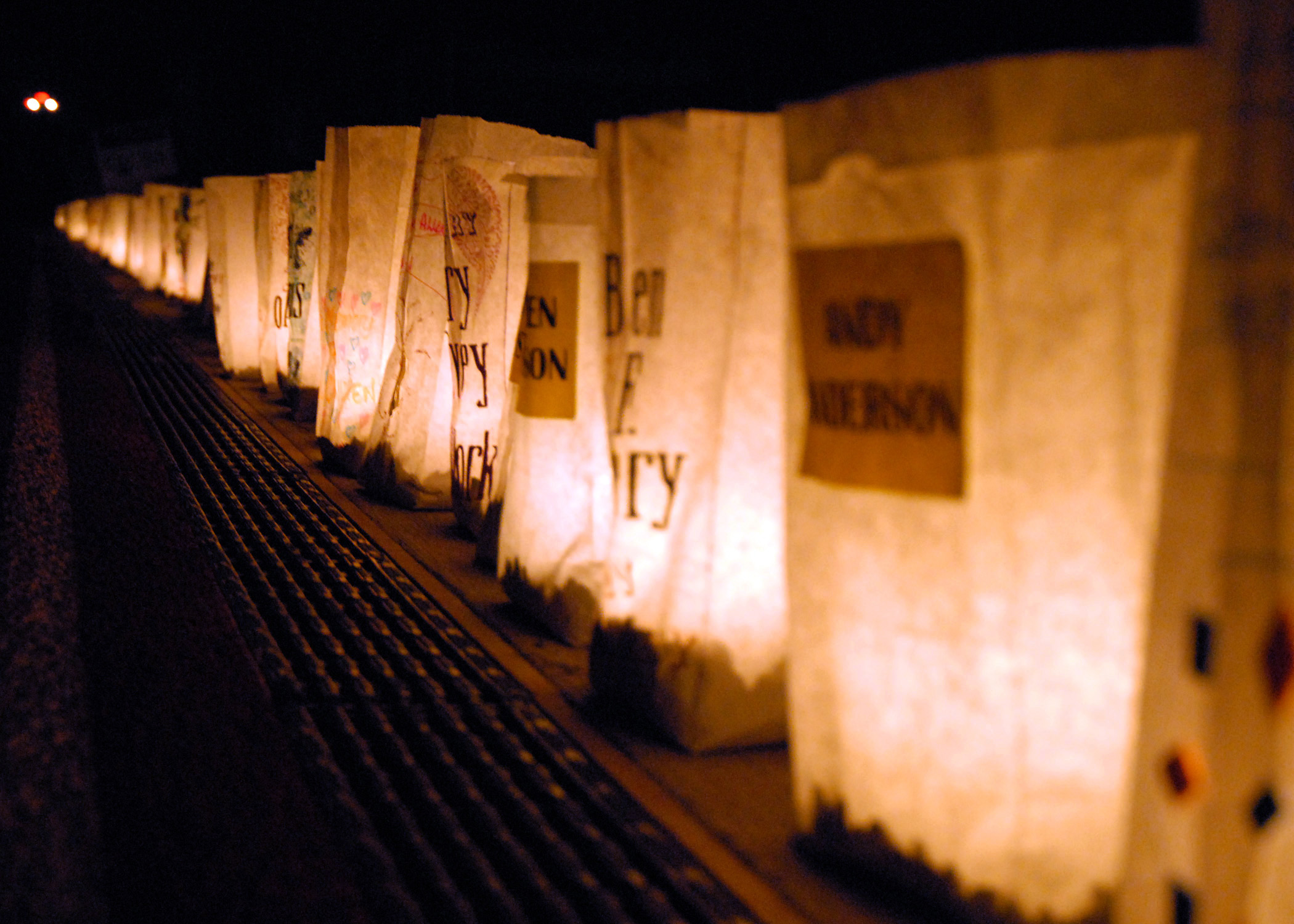
Llanternes a Albuquerque, New Mexico

En diverses comunitats hispanes és habitual durant el Nadal col·locar petites espelmes en files de petites bosses de paper anomenades llanternes o fanalets. Les llanternes de paper vermelles van estar associades al passat amb els bordells, d'on deriva per exemple el nom del Barri Vermell d'Amsterdam. En l'actualitat les llanternes vermelles s'usen al Japó per anunciar bars i restaurants.

## Fanals de Kongming
Al voltant de l'any 200, Zhuge Liang va inventar el fanal de Kongming, el primer globus.